# Симфония № 1 (Ланггор)
Симфония № 1 «Горные пасторали» (дат. Klippepastoraler), BVN 32 ― произведение Руда Ланггора, завершённое им в 1911 году в возрасте 17 лет. Несмотря на то, что первоначально современники композитора считали симфонию трудной и даже невозможной для исполнения (из-за её технической сложности и грандиозного масштаба), премьера произведения в 1913 году, данная Берлинским филармоническим оркестром под управлением дирижёра Макса Фидлера, была хорошо принята публикой.

## Анализ
Первая симфония Ланггора композиционно и структурно похожа на сочинения Рихарда Вагнера, Петра Ильича Чайковского, Антона Брукнера и Рихарда Штрауса благодаря богатой оркестровке и значительной продолжительности. Как видно из названий частей и подзаголовка симфонии (который был присвоен ей в 1946 году, через 38 лет после её написания), она иллюстрирует путешествие от подножия до вершины горы. Типичное исполнение произведения длится немногим более часа.

## Структура
Симфония состоит из пяти частей, из которых самой продолжительной является первая:
1. Прибой и блеск солнца (дат. Brædinger og Solgmilt): Maestoso
2. Горные цветы (дат. Fjeldblomster): Lento
3. Легенда (дат. Sagn): Lento misterioso
4. Восхождение на гору (дат. Opad Fjeldet): Marcato
5. Мужество духа (дат. Livsmod): Maestoso allargando — Entusiastico maestoso

## Состав оркестра
| Деревянные духовые 3 флейты (+ пикколо) 3 гобоя (+ английский рожок) 3 кларнета 3 фагота Медные духовые 8 валторн (+ 4 вагнеровские тубы) 3 трубы 3 тромбона бас-тромбон туба | Ударные литавры (2 исполнителя) тарелки треугольник тамтам малый барабан Струнные 2 арфы скрипки альты виолончели контрабасы |

В пятой части к данному составу инструментов прибавляются ещё 3 трубы, 2 тромбона, бас-тромбон и туба.

## Критика
После премьеры симфония получила в основном положительные отзывы, ниже представлен один из них:
Помимо того факта, что Руд Ланггор в своей [композиционной] технике демонстрирует поразительную зрелость и уверенность руки, мы находим у него нечто ещё более важное: в его тематической изобретательности, в развитии и использовании его идей присутствует исключительный творческий подход и основательно продуманные звучания.
Это мнение разделяет современный рецензент Джон Франс, который пишет:
Лучше всего рассматривать это произведение <…> в высокой романтической традиции. В музыке присутствуют все приметы эпохи: устремлённость [к высотам] и борьба, столь характерные для произведений [этого] жанра. <…> Когда-то эта симфония осуждалась и признавалась наивной. И всё же это великолепная музыка. Если бы нам сказали, что это произведение более «авторитетного» композитора, скажем, давно утраченная ранняя симфония Рихарда Штрауса, мы бы восхитились [её] звуками, гармониями и, что важнее всего, превосходной, грамотной оркестровкой.

## Записи
- Томас Даусгор и Датский национальный симфонический оркестр, 2008[5]
- Сакари Орамо[англ.] и Берлинский филармонический оркестр, 2022[6]